# Brady Corbet
Pour les articles homonymes, voir Corbet.
Brady Corbet, né le 17 août 1988 à Scottsdale, est un acteur et réalisateur américain.

## Biographie
Brady Corbet est notamment connu pour ses rôles d'acteur dans les films Thirteen, Mysterious Skin et Thunderbirds. Il a également fait plusieurs apparitions spéciales dans beaucoup de programmes télévisés américains.
Il est apparu dans le vidéo clip Lovers in Captivity d'Ima Robot.
En 2018, son film Vox Lux est sélectionné à la Mostra de Venise.
Il remporte pour The Brutalist (2024) le Lion d'argent à la Mostra de Venise, le Golden Globe et le BAFTA du meilleur réalisateur, et il obtient trois nominations pour les Oscars (meilleur film, meilleur réalisateur et meilleur scénario original). Ce film, porté par Adrien Brody, est immédiatement considéré comme un chef-d'œuvre par la critique.

## Filmographie
Sauf indication contraire, les informations mentionnées dans cette section peuvent être confirmées par la base de données cinématographiques IMDb,  présente dans la section « Liens externes ».

### Comme acteur

#### Cinéma

##### Longs métrages
- 2003 : Thirteen de Catherine Hardwicke : Mason Freeland
- 2004 : Mysterious Skin de Gregg Araki: Brian Lackey
- 2004 : Thunderbirds de Jonathan Frakes : Alan Tracy
- 2007 : Sunny & Share Love You de Matthew Buzzell : un mec dans la rue
- 2008 : Funny Games U.S. de Michael Haneke : Peter
- 2009 : La Dérive de Philippe Terrier-Hermann : Le petit ami
- 2011 : Two Gates of Sleep d'Alistair Banks Griffin : Jack (également co-monteur)
- 2011 : Melancholia de Lars von Trier : Tim
- 2011 : Martha Marcy May Marlene de Sean Durkin : Watts
- 2012 : Simon Killer d'Antonio Campos : Simon
- 2014 : Paradise Lost (Escobar: Paradise Lost) d'Andrea Di Stefano : Dylan
- 2014 : Sils Maria d'Olivier Assayas : Piers Roaldson
- 2014 : Eden de Mia Hansen-Løve : Larry
- 2014 : Saint Laurent de Bertrand Bonello : David, homme d'affaires de Squibb
- 2014 : The Sleepwalker de Mona Fastvold : Ira
- 2014 : Le Dos rouge d'Antoine Barraud : spectateur au cinéma
- 2015 : Snow Therapy de Ruben Östlund : Brady
- 2015 : While We're Young de Noah Baumbach : Kent

##### Courts métrages
- 2006 : Friendly Fire (en) de Michele Civetta (moyen métrage) : saltimbanque
- 2007 : Full-Dress de Carlos Puga : l'homme
- 2010 : Dead Hands de Sarah Daggar-Nickson : Ben
- 2010 : Mary Last Seen de Sean Durkin : l'homme
- 2012 : All In de Jenna Elizabeth : second invité
- 2012 : The God Phone de Dean Colin Marcial : Rick Rogaski
- 2013 : Atlantic Avenue de Laure de Clermont-Tonnerre : Jeremiah
- 2013 : Karaoke ! d'Andrew Renzi : Christopher

##### Doublage
- 2014 : Gus, petit oiseau, grand voyage de Christian de Vita : Willy

#### Télévision

##### Séries télévisées
- 2000 : Un gars du Queens (The King of Queens) (saison 2, épisode 21) : Henry Christensen : Stu
- 2000 : NieA under 7 (saison 1, 4 épisodes) : enfants / Genzo jeune / garçon alien (voix)
- 2001 : I My Me ! Strawberry Eggs (saison 1, épisode 8) : Yoshihiko Nishinada (voix)
- 2003 : Oliver Beene (saison 1, épisode 8) : Spencer
- 2003 : Greetings from Tucson (saison 1, épisode 22) : Brian
- 2006 : 24 heures chrono (24) (saison 5, épisodes 1 à 6) : Derek Huxley
- 2008 : New York, police judiciaire (Law & Order), (saison 19, épisode 3) : Patrick Friendly
- 2010 : New York, unité spéciale (Law & Order: Special Victims Unit) (saison 11, épisode 11) : Henry Christensen
- 2014 : Olive Kitteridge de Lisa Cholodenko (mini-série) : Henry Thibodeau

### Comme réalisateur
- 2015 : L'Enfance d'un chef (The Childhood of a Leader)
- 2018 : Vox Lux[2]
- 2024 : The Brutalist[3]

## Distinctions

### Récompenses
- Mostra de Venise 2024 : Lion d'argent du meilleur réalisateur pour The Brutalist[4]
- BAFTA 2025 : Meilleure réalisation pour The Brutalist
- Golden Globes 2025 : Meilleure réalisation pour The Brutalist

### Nominations
- BAFTA 2025 : meilleur scénario original et meilleur film pour The Brutalist
- Golden Globes 2025 : Meilleur scénario pour The Brutalist
- Oscars 2025 : Meilleur réalisateur et Meilleur scénario original pour The Brutalist